# Zbiornik Wielowieś Klasztorna
Zbiornik Wielowieś Klasztorna, zaprojektowany w 1978 zbiornik retencyjny na Wysoczyźnie Kaliskiej, na Prośnie, 1999,00 ha, w województwie wielkopolskim, w powiecie kaliskim, ostrowskim i ostrzeszowskim, w gminach Godziesze Wielkie, Brzeziny, Grabów nad Prosną, Kraszewice i Sieroszewice, 24 km powyżej Kaliskiego Węzła Wodnego; ma pełnić funkcje retencyjne i rekreacyjne. 
Po powodzi w 1997 zbiornik Wielowieś Klasztorna został wpisany do Programu dla Odry 2006, nierealizowany.